# Primus Classic
Primus Classic – kolarski wyścig jednodniowy, rozgrywany w Belgii w prowincji Brabancja Flamandzka od 1982. Zaliczany jest do cyklu UCI Europe Tour, w którym posiada najwyższą kategorię 1.HC.

## Historia
Początkowo wyścig nosił nazwę GP Impanis (Grote Prijs Raymond Impanis). W latach 1995–2004 i 2007–2008 nie był organizowany. W 2005 był zawodami dla juniorów, w 2006 dla zawodników elity bez kontraktów, a w 2009 i 2010 dla amatorów. W 2011 ponownie stał się wyścigiem zawodowców gdy został przyłączony do UCI Europe Tour z kategorią 1.2. Rok później zyskał wyższą kategorię 1.1, a w 2015 1.HC. Zmieniała się również jego nazwa: w latach 2011–2013 był to GP Impanis-Van Petegem, w latach 2014–2016 Primus Classic Impanis - Van Petegem, a od 2017 Primus Classic.
Rekordzistą pod względem zwycięstw jest Holender, Wiebren Veenstra, który dwukrotnie stawał na najwyższym stopniu podium. Najlepszym rezultatem osiągniętym w wyścigu przez Polaka było 3. miejsce zajęte przez Michała Gołasia w 2014 roku.

## Lista zwycięzców

### Wyścig profesjonalistów
| Rok  | Pierwsze             | Drugie              | Trzecie             |
| ---- | -------------------- | ------------------- | ------------------- |
| 2011 | Sander Cordeel       | Maarten Craeghs     | Kiriłł Pozdniakow   |
| 2012 | André Greipel        | Kevyn Ista          | Kevin Peeters       |
| 2013 | Sep Vanmarcke        | Pieter Weening      | Jérôme Baugnies     |
| 2014 | Greg Van Avermaet    | Tosh Van der Sande  | Michał Gołaś        |
| 2015 | Sean De Bie          | Dimitri Claeys      | Floris Gerts        |
| 2016 | Fernando Gaviria     | Timothy Dupont      | Maximiliano Richeze |
| 2017 | Matteo Trentin       | Jean-Pierre Drucker | André Greipel       |
| 2018 | Taco van der Hoorn   | Huub Duyn           | Frederik Frison     |
| 2019 | Edward Theuns        | Pascal Ackermann    | Jasper De Buyst     |
| 2021 | Florian Sénéchal     | Tosh Van der Sande  | Jasper Stuyven      |
| 2022 | Jordi Meeus          | Arnaud Démare       | Max Kanter          |
| 2023 | Mathieu van der Poel | Anthony Turgis      | Florian Vermeersch  |
| 2024 | Filippo Baroncini    | Rick Pluimers       | Rui Oliveira        |